# Jakob Marell
Jakob Marell (* 1. April 1649 in Innsbruck; † 1727; latinisiert: Jacobus Marellus) war ein deutscher Jesuiten-Pater, der durch jahrelangen sexuellen Missbrauch von Schülern des Jesuitenkollegs in Augsburg bekannt wurde und Kritikern als Prototyp des heuchlerischen Pfaffen und als Beleg für die Gefährlichkeit des Jesuitenordens galt.

## Leben
Marell trat am 7. September 1668 in den Jesuitenorden ein. In den 1690er Jahren war er Pater am Jesuitenkolleg in Augsburg.

### Der Missbrauchsskandal
Im Juli 1698 berichtete sein Mitbruder Jakob Banholzer an den Provinzial der oberdeutschen Ordensprovinz, dass Marell seit mehreren Jahren regelmäßig Schüler des Kollegs sexuell missbrauche. Gezielt hatte er Jugendliche dazu gebracht, ihn als Beichtvater auszuwählen, bzw. mit Geschenken anderen Beichtvätern regelrecht abgeworben. War ihm dies gelungen, nutzte er die Vertrauens- und Abhängigkeitssituation der Beichte für sein unkeusches Tun aus. Er nahm, was im Jesuitenorden eigentlich seit jeher verboten war, das jeweilige Lieblingsbeichtkind mit in seine Mönchszelle, wo er ihm in der Regel zunächst Bücher mit erotischen Darstellungen zeigte. Auf die folgenden körperlichen Annäherungsversuche reagierten die Jugendlichen unterschiedlich. Während einige sie entrüstet zurückwiesen, baten ihn andere lediglich, doch die Vorhänge seiner ebenerdig an einer belebten Gasse der Augsburger Innenstadt liegenden Zelle zu schließen, bevor es zu Intimitäten bis hin zum Koitus kam.
Mit weiteren Geschenken brachte er die Jugendlichen dazu, ihm immer wieder zu Willen zu sein und nichts weiterzuerzählen. Er lehrte sie, der Geschlechtsverkehr sei keine Sünde, solange man der Lust innerlich nicht zustimme. Dies und die Tatsache, dass er schon lange dafür bekannt war, den Jugendlichen mehr durchgehen zu lassen als die anderen Patres, brachte ihm den Vorwurf des Quietismus ein. Nach den Beobachtungen Banholzers suchte sich Marell stets nur besonders hübsche junge Männer aus, darunter Söhne der angesehenen Adelsgeschlechter Oettingen und Fugger. Besonders schien er den Geschlechtsakt kurz, bevor er die Heilige Messe zelebrierte, oder auch unmittelbar danach zu schätzen.
Auch unter den Kollegiaten gab es homosexuelle Kontakte, teilweise „über eine lange Zeit mehrmals in der Woche“, wie Banholzer notierte. Er schrieb diese sexuellen Beziehungen unter Jugendlichen dem negativen Einfluss Marells zu, da dieser sie verdorben habe.
Um das Ansehen der Gesellschaft Jesu nicht zu schädigen, wurde der Fall mit äußerster Diskretion untersucht. Vor allem wollte man den in Augsburg dominanten Protestanten keine Argumente im konfessionellen Meinungsstreit liefern und fürchtete sogar, Marell könnte konvertieren, wenn er sich in die Enge getrieben fühlte. An den von Banholzer geschilderten Sachverhalten bestanden keine ernsthaften Zweifel, da sie von einem weiteren Mitbruder, Ignaz Erhard, dem sich einige der beteiligten Jugendlichen offenbart hatten, detailreich bestätigt wurden. Schließlich wurde Marell am 26. Dezember 1698 aus dem Augsburger Jesuitenkolleg entlassen. Zu einer Anklage vor einem weltlichen Gericht kam es nicht. Gleichgeschlechtlicher Sexualverkehr selbst unter Erwachsenen galt damals als „Verbrechen wider die Natur“ und wäre nach Artikel 116 der Carolina mit dem Feuertod zu bestrafen gewesen.

### Weiterer Lebensweg
Morel wurde am 15. November 1698 aus der oberdeutschen Provinz des Ordens entlassen, wurde aber am 19. April 1699 in Wien wieder in die österreichische Provinz aufgenommen, obwohl dort die Entlassung von 1698 bekannt war und Morell sich lügnerisch auch nach seiner Entlassung als Jesuit ausgegeben hatte. Die Vorfälle aus Augsburg waren von P. General Thyrsus González in einem Brief an den Wiener Provinzial verschleiert worden. Es scheint, der Orden wollte durch dieses Vorgehen die Vorgänge besser geheim halten. Da Morell bis zu seinem Tod fast jährlich versetzt wurde, ist von fortdauernden Missbrauchstaten auszugehen.
Aus Wien schickte Morell in den Jahren 1716/17 regelmäßig aktuelle Berichte über die Manöver der habsburgischen Truppen im Türkenkrieg an das Innsbrucker Kolleg, von wo diese Informationen umgehend an die Münchner Jesuiten weitergeleitet wurden. Als Marell 1725 in Steyr dem Fürstbischof von Passau ein Konvolut mit selbstverfassten Gedichten überreichte, firmierte er im Begleitschreiben als Pater des dortigen Jesuitenkollegs.

## Rezeption

### „Jacobi Marelli S.J. Amores“
Eine öffentliche Diskussion löste der Fall Marell erst nach mehr als einem Jahrhundert aus, als der Historiker Karl Heinrich von Lang 1815 einen schmalen Band mit einschlägigen Auszügen aus den Ordensarchivalien veröffentlichte. Diese waren nach der Aufhebung des Jesuitenordens inzwischen in das Königlich Bayerische Allgemeine Reichsarchiv gelangt, dessen Direktor Lang seit 1810 war. Die Veröffentlichung erfolgte in einer Zeit, als die radikal antiklerikalen Kräfte in Bayern zunehmend in die Defensive gerieten und nachdem es am 7. August 1814 zum Entsetzen aufgeklärter Kreise zur umstrittenen Wiederzulassung der Gesellschaft Jesu durch Pius VII. gekommen war. Ziel der Veröffentlichung war es, vor einem Wiedererstarken der Kleriker und insbesondere der Jesuiten zu warnen. Lang hatte den Auftrag unmittelbar vom Minister Maximilian von Montgelas erhalten.
Zusätzlich zur Dokumentation des Falles Marell enthielt Langs Buch eine exemplarische Aufstellung über 33 weitere Patres, die in der oberdeutschen Ordensprovinz in den Jahren 1650–1723 meist über Jahre hinweg unterschiedliche Formen sexueller Übergriffe begangen hatten. Die Akten hätten auch Material über mehr als 200 auffällig gewordene Geistliche geliefert. Die wenigsten Täter waren aus dem Orden entlassen worden, viele wurden lediglich verwarnt oder an eine andere Niederlassung versetzt, wo sie nicht selten rückfällig wurden. Für die Laufbahn eines Paters Dietrich (lat. Theodoricus; † 1676), ab 1638 Beichtvater des Kardinals Friedrich von Hessen-Darmstadt, belegten die Akten beispielsweise nacheinander in Prag einen, in Konstanz zwei, in Wien einen, in Heitersheim fünf und in Freiburg einen Missbrauchsfall. Ein Pater Victor Wagner, der wegen notorischer Übergriffe von München nach Luzern strafversetzt wurde, übernahm dort ausgerechnet den Posten seines wegen Missbrauchs herausgeworfenen Ordensbruders Mändel; er wurde rückfällig und die Akten vermerkten den Missbrauch von elf Knaben an seiner neuen Wirkungsstätte.

### Kontroverse
Langs Veröffentlichung befeuerte die kontroverse Debatte über den Jesuitenorden. Dessen Kritiker zogen Parallelen zum Fall des französischen Jesuiten Jean-Baptiste Girard (1680–1733) und sahen in Langs Enthüllungen einen weiteren Beweis für die Gefährlichkeit der Jesuiten. Sie warfen dem Orden vor, die Täter zu schützen, nichts für den Schutz der Zöglinge zu tun, und lieber die Wahrheit zu vertuschen, als das Ansehen des Ordens aufs Spiel zu setzen.
Die Anhänger der Gesellschaft Jesu betonten dagegen die ihrer Meinung nach geringe Zahl der Täter im Verhältnis zur Gesamtzahl der Ordensmitglieder. In einem Kommentar der Felder’schen Literaturzeitung aus Landshut wurden die 34 lediglich exemplarisch genannten Fälle als Gesamtzahl dargestellt, die auf „mehrere tausend Mitglieder einiger Generationen“ bezogen werden müssten. Weiter wurde behauptet, alle diese „schlechten Menschen“ seien bestraft oder aus dem Orden ausgestoßen worden. Diese Darstellung erboste wiederum Jesuitenkritiker wie z. B. Karl Friedrich Strass (1803–1864), der sie als „unglaubliche Frechheit“ und Beschönigung „ganz in der jesuitischen Manier“ bezeichnete. Ein weiteres Argument der Jesuitenanhänger lautete, die „Behutsamkeit“ im Umgang mit der Sache lasse den Orden in „ehrenvollem Lichte“ erscheinen, da „öffentliches Ärgernis“ vermieden worden sei. Die Missbrauchsopfer seien als Verführte auch Mitschuldige und durch die geräuschlose Erledigung sei der gute Ruf ihrer Familien geschont worden. Des Weiteren beriefen sie sich auf die Verschwiegenheit der Beichte.
Schließlich wurde, was Marell anbelangt, sogar der Wahrheitsgehalt der Vorwürfe insgesamt in Frage gestellt, da er mit knapp 50 Jahren zu alt für die Taten gewesen sei. Der Meinung, nur jüngere Männer seien zu pädophilen Taten fähig, leistete allerdings auch der Jesuitenkritiker Lang Vorschub, wenn er z. B. in seiner Geschichte der Jesuiten in Baiern schrieb, die Lehrer der öffentlichen Jesuitenschulen seien „in den unteren Grammatikalklassen meist ganz junge Magister, leider oft von unnatürlichen Lüsten entflammt.“

### Marell als Topos antijesuitischer Literatur
Nach der kurzen und heftigen Kontroverse der 1810er Jahre gelang es der wiedererstarkenden katholischen Kirche für zwei Jahrzehnte, den Fall weitgehend aus der öffentlichen Wahrnehmung zu verdrängen. Später avancierte das „ergötzliche Büchlein mit seinen entsetzlichen Thatsachen“ (Blätter für literarische Unterhaltung), das Lang in lateinischer Sprache veröffentlicht hatte, zur gern zitierten jesuitenkritischen Chronique scandaleuse.
Eine Übertragung ins Französische erschien 1837 während der Kontroverse um den katholischen Einfluss auf das öffentliche Schulwesen. Als Motto war ihr der Refrain von Pierre-Jean de Bérangers Spottgedicht „Les Révérends Pères“ vorangestellt
und im Vorwort versäumte der Herausgeber nicht, Eltern davor zu warnen, ihre Kinder in die Hände jesuitischer Erzieher zu geben.
Eine erste deutschsprachige Ausgabe erschien 1842 in Bern als Übertragung aus dem Französischen durch den Jesuitenkritiker Franz Sebastian Ammann. Weitere deutsche Ausgaben erschienen 1844 in Bautzen, 1845 in Jena, 1862 in Sondershausen und 1890 in Leipzig.